# Mongolia en los Juegos Olímpicos de Tokio 1964
Mongolia estuvo representada en los Juegos Olímpicos de Tokio 1964 por un total de 21 deportistas, 17 hombres y 4 mujeres, que compitieron en 5 deportes.
El equipo olímpico mongol no obtuvo ninguna medalla en estos Juegos.